# Christina Fosnes
Christina Margareta Ek Fosnes, född Ek, född 5 maj 1956 i Oxelösund, är en svensk politiker (moderat). Hon är oppositionsråd i Kalmar kommun sedan 1 januari 2015.

## Biografi
Fosnes har studerat vid Tollare folkhögskola och vid Linköpings universitet. Under sitt yrkesliv har hon bland annat varit egenföretagare, affärsområdeschef för Manpower samt regionchef för Svenskt Näringsliv i Kalmar län.

## Familj
Fosnes är gift med tandläkaren Per Fosnes och tillsammans har de två barn. Familjen är bosatt i Kalmar.